# D. J. Augustin
Darryl Jerard "D. J." Augustin, Jr. (New Orleans, Louisiana, 10. studenog 1987.) američki je profesionalni košarkaš. Igra na poziciji razigravača, a trenutačno je član NBA momčadi Orlando Magica. Izabran je u 1. krugu (9. ukupno) NBA drafta 2008. od strane istoimene momčadi.

## Rani život
Augustin je rođen u New Orleansu u saveznoj državi Louisiani. Pohađao je srednju školu Brother Martin High School dok je posljednju godinu srednje škole odigrao za srednju školu Hightower High School. U prvoj utakmici s Hurricanesima Augustin je zamalo ostvario triple-double. Postigao je 29 poena, 8 skokova i 14 asistencija te odveo svoju momčad do pobjede 83:59. Odveo je Hurricanese do trećeg kruga doigravanja gdje su ispali i sezonu završili s omjerom 26-4. Svoju srednjoškolsku karijeru završio je s mjestom u McDonald's All-American momčadi i kao jedan od najboljih razigravača na Zapadu.

## Sveučilište

### Prva sezona
U sezoni 2006./07. Augustin je odigrao svih 35 utakmica te prosječno postizao 14.4 poena i 6.7 asistencija po utakmici. Izabran je u All-Big 12 drugu petorku i Big 12 All-Rookie momčad. Augustin je imao priliku, zajedno sa suigračem Kevinom Durantom, prijaviti se na NBA draft 2007., ali je odlučio ostati još jednu godinu i unaprijediti svoju igru.

### Druga sezona
Na drugoj godini sveučilišta, Augustin je povisio i ocjene na prosjek od 4.0 nasuprot prosjeku od 3.6. 23. travnja 2008. Augustin je objavio odlazak na NBA draft.

## NBA
Augustin je izabran kao deveti izbor NBA drafta 2008. od strane Charlotte Bobcatsa. Time su Bobcatsi priredili malo iznenađenje drafta zbog toga što na poziciji razigravača već imaju solidnog Raymonda Feltona. U svojoj rookie sezone odigrao je 72 utakmice i u prosjeku postizao 11.8 poena, 1.8 skokova i 3.5 asistencija po utakmici. Izabran je u NBA All-Rookie drugu petorku.

## NBA statistika

### Regularni dio
| Godina    | Klub      | Odig. uta. | Uta. poč. | Min. | 2P%  | 3P%  | Sl. bac.% | Skok. | Asist. | Ukr. lop. | Blok. | Poena |
| --------- | --------- | ---------- | --------- | ---- | ---- | ---- | --------- | ----- | ------ | --------- | ----- | ----- |
| 2008./09. | Charlotte | 72         | 12        | 26.5 | .430 | .439 | .893      | 1.8   | 3.5    | .6        | .0    | 11.8  |
| Ukupno    |           | 72         | 12        | 26.5 | .430 | .439 | .893      | 1.8   | 3.5    | .6        | .0    | 11.8  |

## Vanjske poveznice
- Službena stranica
- Profil na NBA.com
- Profil na TexasSports.com